# Новоберёзовское сельское поселение (Тюменская область)
Новоберёзовское се́льское поселе́ние — муниципальное образование в Аромашевском районе Тюменской области Российской Федерации.
Административный центр — село Новоберёзовка.

## География
Географически расположено в северо-восточной части Аромашевского района. Общая площадь поселения составляет- 37530 га., это:
- 14459 га - земли сельскохозяйственного назначения;
- 240 га - земли населенных пунктов;
- 36 га - земли промышленного и иного специального назначения;
- 4366 га - земли запаса;
- 18429 га - земли лесного фонда.

## Население
| 2010 | 2011 | 2012 | 2013 | 2014 | 2015 | 2016 |
| ---- | ---- | ---- | ---- | ---- | ---- | ---- |
| 726  | ↘722 | ↘677 | ↘641 | ↘633 | ↘602 | ↘594 |
| 2017 | 2018 | 2019 | 2020 | 2021 | 2023 |      |
| ↘574 | ↘559 | ↘522 | ↘494 | ↘465 | ↘441 |      |

Численность населения Новоберёзовского сельского поселения по состоянию на 1 января 2014 года  составляла 697 человек. В разрезе населенных пунктов: в с. Новоберёзовка расположено 2231 хозяйство, проживает - 589 человек, в д. Большой Кусеряк - 39 хозяйств, проживает - 107 человек.
Национальный состав населения в основном русскоязычный.
Возрастные группы населения:
- дети от 0 до 6 лет – 41 ребенок;
- дети и подростки от 6 до 16 лет - 45 чел.
- население в трудоспособном возрасте – 410 чел.
- старше трудоспособного возраста – 208 чел.

Родилось в 2013 году - 5 детей.
Умерших в 2013 году – 12 человек
Труд и занятость населения
Занято в экономике по отраслям деятельности- 225 человек;
- работающие лица старших возрастов (пенсионеры по возрасту) - 8 человек;
- работающее население вахтовым методом (за пределами района) - 142 человек;
- число не занятых трудовой деятельностью граждан - 160 человек;
- зарегистрированных в службе занятости – нет.

## Состав сельского поселения
| № | Населённый пункт | Тип населённого пункта       | Население |
| - | ---------------- | ---------------------------- | --------- |
| 1 | Большой Кусеряк  | деревня                      | ↘117      |
| 2 | Новоберёзовка    | село, административный центр | ↘609      |

## Здравоохранение
На территории сельского поселения находятся   два фельдшерско-акушерских пункта (далее ФАП) – в с. Новоберёзовка и д. Большой Кусеряк.

## Образование и культура
На территории поселения расположены: школа в с. Новоберёзовка на 390 мест.
МОУ «Новоберёзовская СОШ» стала дипломантом второй степени областного смотра конкурса на лучшую подготовку учреждения образования к новому 2003-2004 учебному году в номинации «Лучшие общеобразовательные средние школы, расположенные в сельской местности», участницей Всероссийского конкурса общеобразовательных учреждений, внедряющих инновационные программы в 2006 году и получила Президентский грант в 1 млн. рублей. Школа оборудована компьютерным   классом, лингафонным кабинетом, спортивным залом, интерактивными досками, мультимедийными проекторами, имеется библиотека и столярная мастерская.
Есть в школе очень большая ценность - краеведческий музей, которому более 40 лет. Он - лучший в районе. Есть в музее место, где сосредоточена старинная крестьянская утварь. Новоберёзовское сельское поселение - родина трёх Героев Советского Союза: Казака Ивана Емельяновича, Марчука Пётра Васильевича и Зенковского Аркадия Ивановича. Их фотографии, письма с фронта бережно хранят основатели музея.
Имеется в музее уголок, посвящённый местному поэту Владимиру Белову, члену Союза писателей РФ, который родился и вырос в деревне Большой Кусеряк.
В поселении функционируют клубы – в селе Новоберёзовка и в д. Большой Кусеряк. На территории имеются две библиотеки: школьная и сельская, с общим библиотечным фондом 11 тысяч экземпляров.

## Экономика и инфраструктура
На территории поселения работают СПК «Маяк», средняя школа, Дом культуры, подстанция, отделение почтовой связи, библиотека, лесничество, пожарный пост, АТС, четыре магазина, а также сельский клуб, магазин и ФАП в д. Большой Кусеряк.
Сельхозпроизводством на территории сельского поселения занимается СПК «Маяк», которое выращивает зерновые культуры и обрабатывает 500 га земли.
На территории поселения зарегистрировано два индивидуальных предпринимателя.
На территории действует сотовая связь «Utel», «МТС», цифровое телевидение. Торговое обслуживание осуществляют 4 магазина.

## Дороги
Общая протяженность муниципальных дорог составляет 19,5 км.
Из них: с твердым покрытием (грунтощебень) – 7,7 км
Сделана дорога в грунтощебне в д. Большой Кусеряк - 700 м.
Обслуживание всех дорог полностью осуществляет Аромашевское ДРСУ ОАО «ТОДЭП».

## Жилищно-коммунальное хозяйство поселения
Водоснабжение в населённых пунктах поселения осуществляется через   колодцы. Имеется водонапорная башня. Теплоснабжение осуществляют две котельные. Одна на жидком топливе (нефть), другая — на твердом топливе (уголь).